# Betty Lane

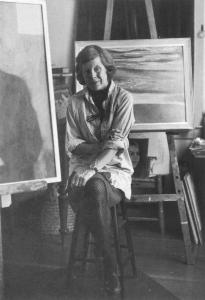
Betty Lane in ihrem Studio, 1960

Betty Lane (* 30. September 1907 in Washington, D.C., Vereinigte Staaten; † 1996 in Brewster, Massachusetts, Vereinigte Staaten) war eine US-amerikanische Malerin. Sie malte Porträts und Landschaften in Aquarell und Öl und ihre Arbeit umfasst Natur- und Straßenszenen in Amerika und Europa, heimische Szenen und Grotesken. Ihre Werke sind Teil der ständigen Sammlungen des Metropolitan Museum of Art, der Phillips Memorial Gallery, der Provincetown Art Association and Museum und des Cape Cod Museum of Art.

## Leben und Werk

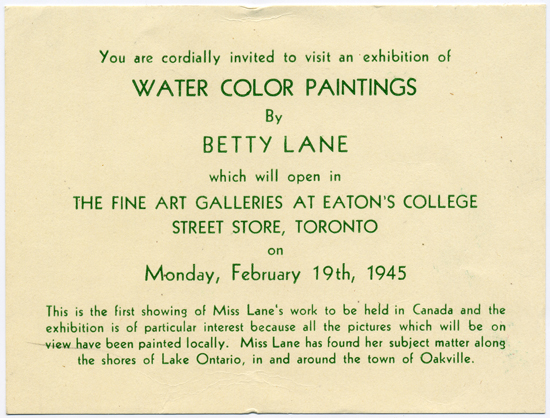
Einladung zur Eröffnung der Ausstellung mit Gemälden von Betty Lane. Toronto, 19. Februar 1945

Lane war das jüngste von sechs Kindern des Marinegenerals  Rufus Herman Lane und Gertrude Eleanor Mills. Lane war sowohl Autodidaktin und wurde auch professionell ausgebildet. Sie kopierte zunächst Titelbilder des Saturday Evening Post und wechselte dann zur Ölmalerei. Direkt nach der High School besuchte sie die Corcoran College of Art and Design in Washington, D.C. und wechselte dann an die Massachusetts Normal Art School. 1928 reiste sie mit ihrer Schwester nach Paris und studierte bei dem Kubisten und Koloristen André Lhote in seinem Atelier hinter dem Gare Montparnasse.
Nach fast zwei Jahren kehrte Lane in die USA zurück. In Washington traf sie den Kunstmäzen Duncan Phillips von der Phillips Memorial Gallery. Phillips kaufte ihre Werke und gab ihr eine Ausstellung. Aufgrund des Erfolgs ihrer Ausstellung konnte sie nach Europa zurückkehren. Später erfuhr sie, dass Henri Matisse ihre Arbeit in der Philips Gallery bemerkt hatte und wissen wollte, wer diese gemalt hatte.
Von 1930 bis 1939 lebte Lane in Cambridge und Paris. In England heiratete sie den kanadischen Schriftsteller und Filmemacher Gerald Noxon. 1936 bekam sie mit ihm in London einen Sohn, den späteren Dokumentarfilmer Nicolas Noxon. 1939 zog sie mit ihrer Familie nach Kanada. Am Ende des Zweiten Weltkriegs und mit dem Aufstieg der New Yorker Schule und der Berühmtheit von Malern wie Jackson Pollock war ihr Malstil aus der Mode gekommen.
1946 zog sie mit ihrer Familie in die USA und kaufte ein Haus in Brewster. Nach 20 Jahren Ehe ließ sie sich 1950 scheiden. Eine Scheidung ohne Schuldzuweisung war derzeit nur im Bundesstaat Nevada möglich, wo eine der beiden Parteien 6 Wochen lang dort leben musste, um den Wohnsitz zu begründen. Für ihren Lebensunterhalt arbeitete sie dort als Zimmermädchen in einem Resort am Lake Tahoe .
1952 begann sie eine Lehrtätigkeit an der Miss Porter's School in Farmington (Connecticut). Während dieser Zeit begann Lane Arbeiten im Holzblockdruck, Siebdruck, Keramik und Glas zu machen. Nach 14 Jahren gab sie ihre Lehrtätigkeit auf und widmete den Rest ihres Lebens der Malerei. In den nächsten Jahrzehnten reiste sie viele Male nach Europa und oft nach Mexiko. Sie reiste allein auf die griechischen Inseln, bereiste die Sowjetunion und durchquerte Australien mit dem Zug.
1977 wurde Lane Mitglied des Fraueninstituts für Freiheit der Presse (WIFP).
Während ihrer gesamten künstlerischen Karriere führte Lane zahlreiche Tagebücher, die Einblick in die Ideen hinter einzelnen Gemälden geben. Lane malte weiter bis zu ihrem Tod 1996. Im folgenden Jahr wurde im Cape Cod Museum of Art eine Retrospektive ihrer Arbeiten gezeigt.

## Werke von Betty Lane (Auswahl)

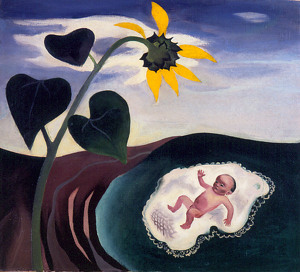
The Sunflower, 1937
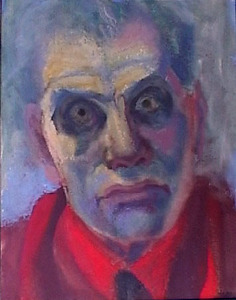
You Can't Trust Kruschev, 1964
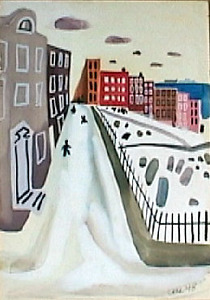
Snow Hill Boston, 1940
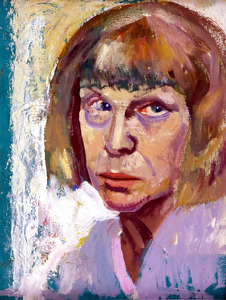
Retired Liberation, 1966
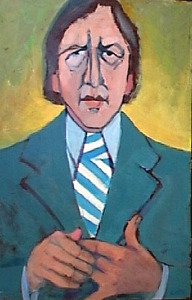
Theory On TV, 1973
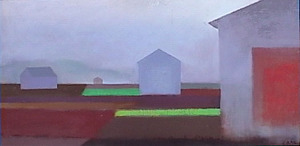
June Morning, 1980

## Ausstellungen (Auswahl)
- 1931:  Phillips Memorial Gallery, Washington D.C.
- 1941:  Galerie St. Etienne
- 1941:  Whyte Gallery, Washington, D.C.
- 1944:  Galeries St. Etienne
- 1945:  Ontario Society of Artists, Ontario
- 1948:  Cape Cod Art Association
- 1948:  Forty-Fourth Gallery, New York
- 1958:  Carl Bredemeier Gallery Buffalo
- 1958:  Scargo Gallery, Dennis
- 1973:  Ethel Putterman Gallery, Orleans
- 1997:  Painting a Life, Cape Cod Museum of Art, Dennis, Massachusetts
- 1999:  Julie Heller Gallery, Provincetown
- 1984:  Cape Cod Conservatory
- 2006:  Betty Lane: The Road Less Taken, Sullivan Goss - An American Gallery, Santa Barbara
- 2008:  Betty Lane, Sullivan Goss - An American Gallery, Santa Barbara
- 2010:  BETTY LANE: A Certain Kind of Woman, Sullivan Goss - An American Gallery, Santa Barbara
- 2022:  BETTY LANE and CHRISTOPHER NOXON: From One Generation to the Next, Sullivan Goss - An American Gallery, Santa Barbara
- 2024: P-TOWN IN S.B., Sullivan Goss - An American Gallery, Santa Barbara[9]